# صلاة رع

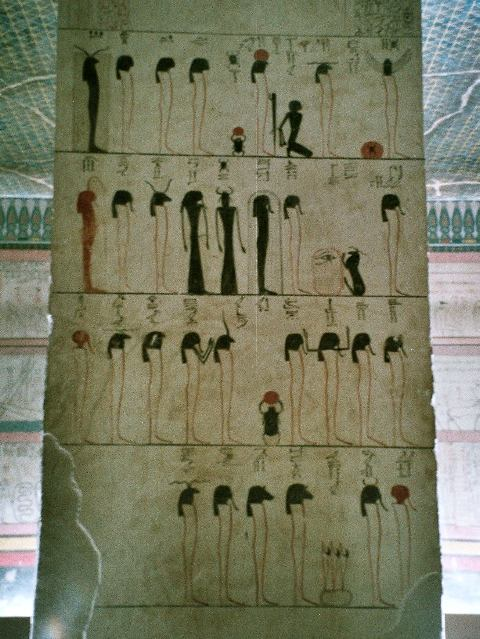

صلاة رع أحد النصوص الجنائزية المصرية القديمة التي تعود لعصر الدولة الحديثة. مثل العديد من النصوص الجنائزية، كانت تكتب داخل قبور الموتى. وعلى عكس النصوص الجنائزية الأخرى، لم تكن تستخدم سوى للفرعون أو ذوى المناصب الهامة في الدولة.
الصلاة من جزئين، الأول في صورة ابتهال إلى الإله رع، من 75 مقطع. أما الجزء الثاني فهو عبارة عن سلسلة من الصلوات التي يؤديها الفرعون للآلهة. كتبت هذه الصلاة في عصر الأسرة الثامنة عشر، تمجيدًا للفرعون الإله. استخدم هذا النص في مدخل معظم المقابر من عصر سيتي الأول.

## للقراءة
- Hornung, Erik (1999). The Ancient Egyptian Books of the Afterlife (بالألمانية). David Lorton (translator). Cornell University Press. Archived from the original on 2021-11-21.